# La Foire de Guibray
La Foire de Guibray est une pièce en un acte écrite par Alain-René Lesage. Cette farce a été jouée pour la première fois lors de la Foire Saint-Laurent en 1714.
La Foire de Guibray tient lieu de prologue à deux autres farces en un acte : Arlequin Mahomet et Le Tombeau de Nostradamus. Avec ces trois œuvres, Lesage crée une comédie en trois actes.

## Résumé
Arlequin et Scaramouche viennent à la foire de Guibray afin de dépouiller quelques marchands. Quand Scaramouche fait part à son compagnon de la peur qu'il a du juge de la ville, Arlequin suggère qu'ils se déguisent en acteurs arabes afin de ne pas élever les soupçons.
Pendant ce temps, le juge et son secrétaire Pierrot se promène dans la foire en regardant les divers performances théâtrales et musicales. Un acteur italien se propose de divertir le juge, mais Arlequin se dirige vers lui et lui propose de sa propre pièce. Le juge suggère alors aux deux acteurs de s'affronter. Arlequin jouera Arlequin Mahomet et l'Italien jouera Le Tombeau de Nostradamus.

## Personnages
- Le juge de Guibray
- Pierrot, son secrétaire
- Arlequin, un voleur se faisant passer pour un acteur arabe
- Scaramouche, un voleur se faisant passer pour un acteur arabe
- Un acteur italien
- Deux actrices
- Un musicien